# ちっぽけラルフの大冒険
『ちっぽけラルフの大冒険』（ちっぽけラルフのだいぼうけん）は、ニューより1999年6月3日に発売されたPlayStation用アクションゲーム。2007年7月26日にゲームアーカイブスで配信が開始された（配信元はアーテイン→コラビエ）。

## 概要
当時のゲームジャンルの流れとしては珍しい、ステージクリア型の純粋でレトロゲーム的な2Dジャンプアクションゲームである。ステージ3以降のエリア3面のボスステージでは、聖剣の力によりラルフが一時的に元の年齢の身体に戻り、コマンド入力で必殺技を繰り出せる対戦型格闘ゲーム形式でボスと対決する（制限時間併用制。攻撃の仕方によって得点を獲得できる）。全ステージ8面構成だが、難易度をイージーにすると5面終了で異なるエンディングを迎える。
本作はスコアアタック的な要素があり、ハイスコアを狙うなら点数アイテムの効率的な収集の仕方や隠し部屋探し、特殊なアクションや撃破などによる隠し得点フィーチャー探し、そしてそれらを加味した上での素早いステージクリアや敵の倒し方等を戦略的に練る必要がある。アクションパートは残機制となっているがラルフにライフやヒットポイントなどは存在せず、敵の攻撃を受けたり針やトラップなどに接触すると一撃でミス扱いになり残機を一つ失う（バリアアイテム取得で1回だけ回避可能）。また、ステージが進むごとにトラップの配置も際どくなっていき、ゲーム難易度も高くなるため、攻略のためのやり込みを必要とする。ただし初心者に対する救済はあり、難易度をイージーにすることで、復活時にシールドがデフォルトで装備されるようになる。
やられアクションも豊富であり、串刺しや圧死、溶解、虫の餌食になるといった強烈なものまである。その豊富なやられ様は、公式サイトにやられシーンの紹介を別途一コンテンツとして用意していたほどである。なお、前述のやられアクションには流血表現も含まれている。
本作はもともとX68000向けに開発されていたソフトであり、PSG音源モードも搭載し得点アイテムにX68000が登場している。また、EGG MUSICでサウンドトラックが発売されている。

## ストーリー
魔族の襲撃に果敢に立ち向かっていったラルフという青年が、幹部の魔力によって子供の体にされ、ラルフを守ろうとした幼馴染がさらわれてしまう。その後、突如現れた聖剣を手に魔族たちの集う場所へ戦いに行く。

## 登場人物
ラルフ
本作の主人公。魔族の魔法によって子供の姿にされてしまった。
ルテイシア
ラルフの幼馴染。

## アクション
基本となるアクションは、剣による攻撃、ジャンプ、しゃがみとシンプルである。特徴的なアクションとして「スイング攻撃」「カブト割り」がある。
スイング攻撃は、攻撃ボタンを押し続けることで剣を構え、ボタンを離すと下側から剣を振り上げる。スイング攻撃は、通常の攻撃より威力が2倍になる。また、攻撃がヒットした一部の敵や物を吹き飛ばすことができ、吹き飛ばした物が連続して敵に当たることで得られるスコアが倍加していく。スイング攻撃は地上に立っているときのみ使用可能だが、ジャンプ中にためることで接地した瞬間に発動可能になる。
カブト割りは、ジャンプ中に下ボタンと攻撃ボタンを押すことで発動できる。攻撃判定が限定されるが、着地するまで威力3倍の攻撃が可能。また、一部の床を壊して進むが出来る。
そのほかロープアクションが存在し、素早く移動入力しながらジャンプすることで通常のジャンプより高く飛ぶことができる。

## アイテム
フルーツ
道中のいたるところで出現し、出現から一定時間で消滅する。スコアアタックの要となるアイテムの一つで、出現しているフルーツを連続で取ると取得点数が倍になっていき、最大6400点まで増える。なお、出現させたフルーツが一つでも残っていればコンボと得点のカウントは続行されるため、あえて1つのフルーツを残した状態で別の地点のフルーツを取りに行くことで、さらに得点を得ることが出来る。
コンボが続いている状態で、フルーツを7個出現させると8つ目でハートが出現。
フルーツは特定の地点にラルフを移動させることでまとめて出現するが、あるアイテムを取得することでフルーツ出現地点が視認できるようになる。
ハート
一定個数個集めることで1UPする。扱いはフルーツと同様。1UPのために必要な個数は5個から最大10個まで上昇する
1UP
ラルフの横顔のデザイン。取得した時点で1UPする。
ブルーソード
攻撃時、範囲の短い衝撃波が発生する。
レッドソード
攻撃時、火の玉を放つ飛び道具アイテム。ブルーソードと違い、火の玉が画面内にある間は剣を振っても発射されない。
シールド
ミスを1回だけ防ぐ（ノックバックは受ける）。ただし、落下ミスは防げない。
フェイリオ
取得すると、パートナーキャラとして同行。放物線状に爆弾を放つ。
砂時計
残り時間が30秒増加。
ブーツ
氷の面で滑らなくなる。イージーモードのみ。
ランプ
ステージクリア時のタイムボーナスの掛け値が上昇。
その他得点アイテム
金貨や王冠などがある。

## へろへろくんバージョン
『コミックボンボン』（講談社）では、本作に『へろへろくん』のキャラクターがゲスト登場する体験版が、読者応募サービスとして販売された。
当作ではラルフのパートナーキャラとして、へろへろが同行する。へろへろは放物線を描く鼻水攻撃で支援する。また、へろへろの友達も得点アイテムとして登場する。ステージクリア時には漫画同様ラルフとへろへろが「う～んとってもへろへろ～」のポーズを取る。